# Ювеналий Мокрицкий
Ювеналий Иосиф Мокрицкий (1911, Хлоповка — 1 мая 2002, Вудсток, Канада) — иеромонах студит M.S.U. (Monachi e Regula Studitarum), иконописец, доктор богословия.

## Биография
Изучал живопись во Львове в 1930-х годах, затем — в Академии Художества в Вене (1944—1947) и в Праге; расписывал храмы и создавал иконы в Западной Германии (1948—1950), Италии (1950—1955), в Канаде (1956—1963), и с 1964 года — в Риме.
Преподавал церковное искусство в Украинськом католическом университете им. св. Климента Папи в Риме и в иконописной школе в Вудсток (провинция Онтарио, Канада). В конце 1980-х годов вернулся в Канаду.

## Работы

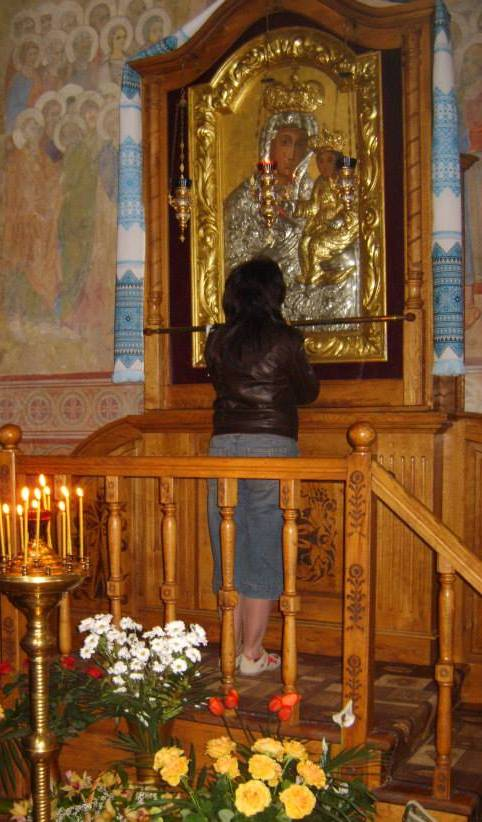
Уневская икона Божией Матери, работа отца Ювеналия Мокрицкого

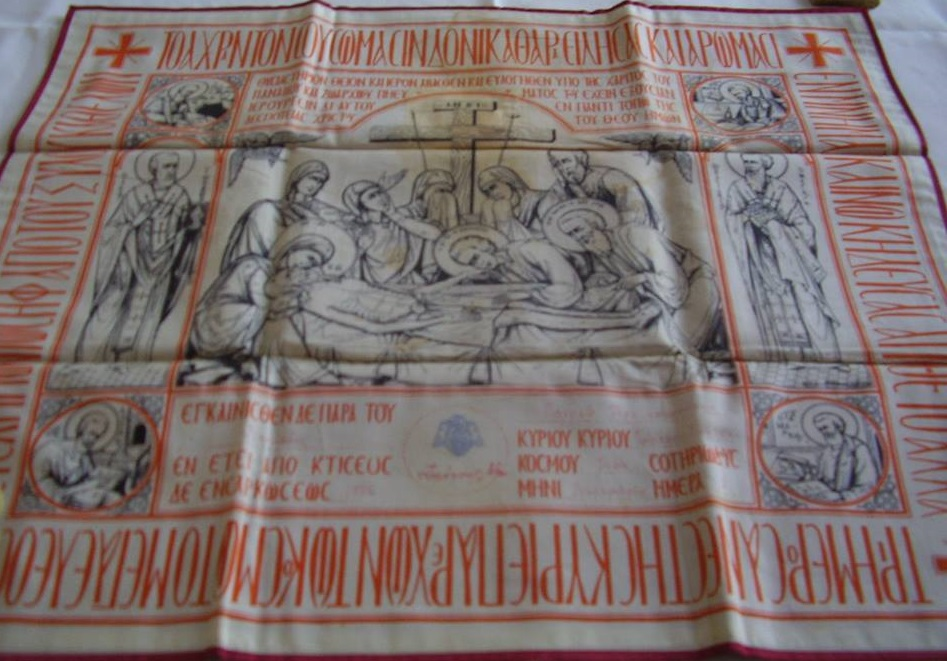
Украинский греко-католический Антиминс напечатанный по эскизу о. Ювеналия Мокрицкого

Находятся на Украине: в Лужках, в Уневской студитской лавре по старинным гравюрам и сохранившимся фотографиям им реконструирована древняя икона Одигитрии, в Риме: Собор Святой Софии, «Студион» и «Гроттаферрата», в различных церквях Германии, Бельгии, Австралии, США и Канады, а также в частных коллекциях.